# 4685 Karetnikov
A 4685 Karetnikov (ideiglenes jelöléssel 1978 SP6) a Naprendszer kisbolygóövében található aszteroida. Nyikolaj Sztyepanovics Csernih fedezte fel 1978. szeptember 27-én.